# (238) Hipatia
(238) Hipatia es un asteroide perteneciente al cinturón de asteroides descubierto por Víktor Karlovich Knorre desde el observatorio de Berlín, Alemania, el 1 de julio de 1884. Está nombrado por la astrónoma alejandrina Hipatia.

## Características orbitales
Hipatia orbita a una distancia media de 2,908 ua del Sol, pudiendo alejarse hasta 3,159 ua y acercarse hasta 2,656 ua. Su inclinación orbital es 12,39° y la excentricidad 0,08657. Emplea en completar una órbita alrededor del Sol 1811 días.